# Kenzo (marca)
Kenzo es una casa de artículos de lujo fundada en 1970 por el diseñador japonés Kenzo Takada.

## Historia
Kenzo Takada nació en Japón y se mudó a París en 1964 para comenzar su carrera en la industria de la moda. Se hizo conocido por combinar un estilo asiático y japonés con la construcción europea experta. Su primera tienda fue una boutique en París decorada con un estilo inspirado en la jungla, comenzando con ropa femenina hecha a mano, y en 1983 inició el diseño de ropa masculina, y en 1987 continuó con colecciones infantiles y para el hogar. Actualmente, es una marca de lujo internacional, propiedad de LVMH, que la compró en 1993.